# عمارت اندرونی
عمارت اندرونی بخشی از کاخ گلستان و ارگ تهران بود که اندرون و فرح‌آباد نیز نامیده می‌شد  و در واقع حرم‌خانه کاخ گلستان بود. 

## پیشینه

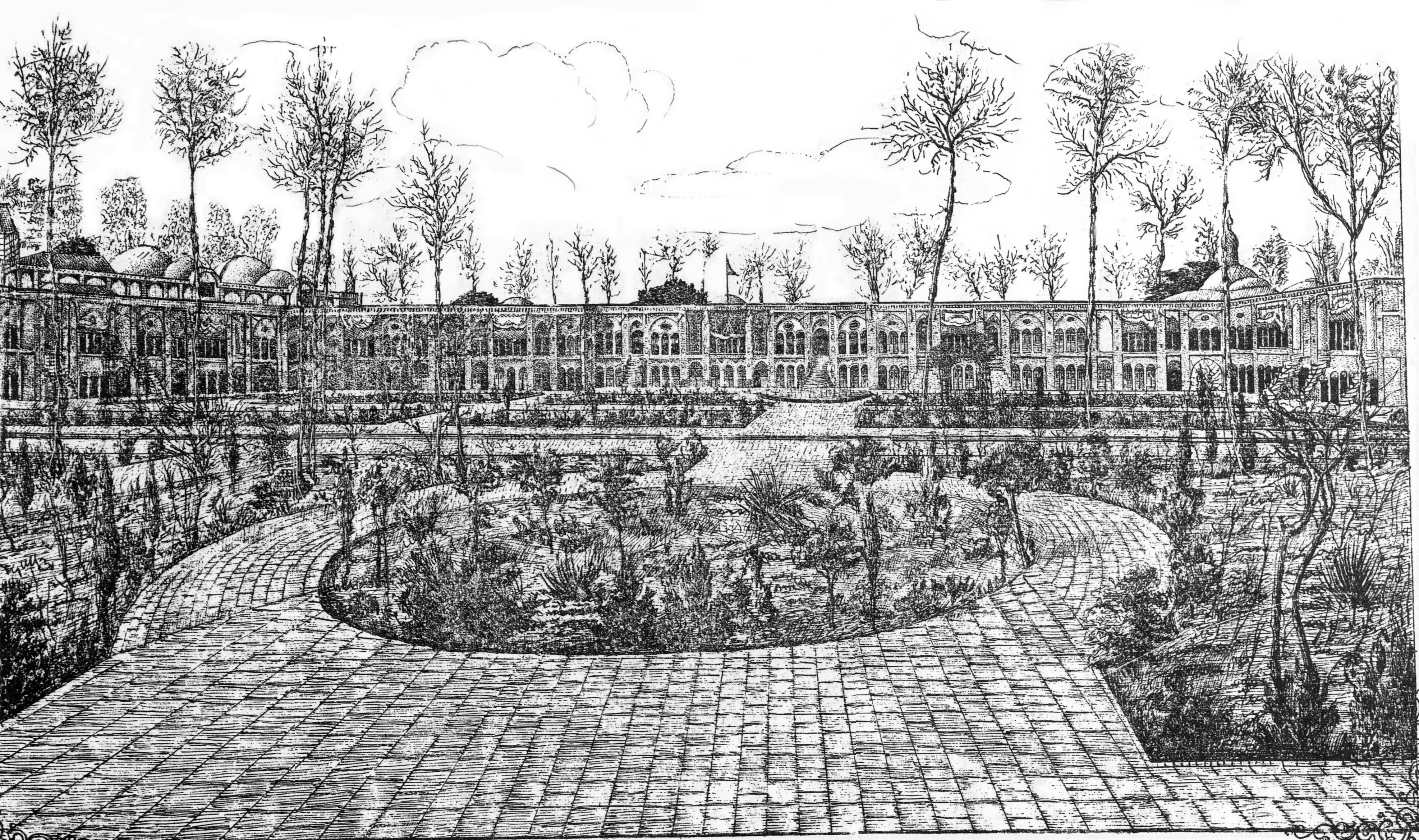
عمارت حرم‌خانه پس از بازسازی

پس از آنکه زن‌های حرم‌سرای ناصرالدین شاه رو به ازدیاد نهاد و رفته رفته جا بر آنان تنگ شد، در سال ۱۳۰۱ قمری که ناصرالدین شاه به مشهد می‌رفت، به ابراهیم خان امین‌السلطان امر کرد عمارت قدیم اندرونی را خراب کند و تا بازگشت شاه عمارتی بزرگ و نو بنا نماید. امین‌السلطان هم دست به کار شد و در اندک مدتی طرح اندرونی توسط معماران زبده دربار کشیده و اجرا شد.
اندرونی کاخ گلستان متشکل از حیاط بزرگ و مستطیل شکلی بود که در هر چهار طرف دو طبقه ساختمان در آن ساخته بودند . اطراف حیاط اصلی چندین حیاط کوچک‌تر وجود داشت که هر کدام به یکی از زنان شاه متعلق بود . حیاط‌های کوچک اطراف با یک دیوار بلند هفت هشت متری از فضای بیرون قصر جدا می‌شد. در وسط حیاط اصلی، ساختمانی مربع شکل خودنمایی می‌کرد که از روی طرح یکی از کاخ‌های عثمانی ساخته شده و به آن خوابگاه ناصری می گفتند. 
بنای اندرونی تنها دو در به بیرون داشت . یکی دری بود به خیابان الماسیه که دروازه الماسیه نامیده می‌شد و در اکثر مواقع از آن استفاده می‌کردند دوم دری بود در جنوب اندرون در نزدیکی حیاط تاج الدوله که به حیاط دیوان خانه باز می‌شد . 
در زمان رضاشاه به بهانه از بین ‌بردن مکانی که شاهان قاجار در آن به شهوترانی می‌پرداختند، بخش اندورنی تخریب، و وزارت دارایی به جای آن ساخته شد.این عمارت تنها بخش کاخ گلستان بود که در دوره رضاشاه تخریب گردید.
این کاخ دارای اتاق‌ها، سرسراها پلکان‌های زیبایی بود که بر روی دیوارها و کتیبه‌های آن نقوش زیبا و تصاویر نقاشی شده جالب کشیده شده بود که از ارزش زیادی برخوردار بود. عمارت خوابگاه روزگاری مقر وزیر دارایی و معاونان و رئیس دفترش بود اما یک روز بدون تذاکرات و اخطارهای انجمن حفظ آثار ملی به‌طور خلق‌الساعه و خیلی برق‌آسا ویرانش کردند.